# Conwentzia pineticola
Conwentzia pineticola is een insect uit de familie van de dwerggaasvliegen (Coniopterygidae), die tot de orde netvleugeligen (Neuroptera) behoort. 
De wetenschappelijke naam Conwentzia pineticola werd voor het eerst geldig gepubliceerd in 1905 door Günther Enderlein.